# Comte de Berkshire
Le titre de comte de Berkshire a été créé deux fois dans la pairie d'Angleterre, en 1621 puis en 1626. En 1745, Henry Bowes Howard, le 4e comte de Berkshire, succéda à un cousin au titre de comte de Suffolk. Les deux pairies sont toujours liées : depuis 2022, l’actuel 15e comte de Berkshire, Alexander Charles Michael Winston Robsahm Howard est le 22e comte de Suffolk.

## Première création (1621)
- 1621-1624 : Francis Norris (en) (1582-1624), 2e baron Norreys de Rycote.

Titre éteint faute d'héritier.

## Seconde création (1626)
- 1626-1669 : Thomas Howard (1587-1669), vicomte Andover ;
- 1669-1679 : Charles Howard (1615-1679) ;
- 1679-1706 : Thomas Howard (1619-1706) ;
- 1706-1745 : Henry Bowes Howard (1687-1757), devient le 11e comte de Suffolk en 1745.

Pour les comtes suivants, voir comte de Suffolk.